# Prepona lesoudieri
Prepona lesoudieri är en fjärilsart som beskrevs av Le Moult 1932. Prepona lesoudieri ingår i släktet Prepona och familjen praktfjärilar. Inga underarter finns listade i Catalogue of Life.